# ناجورها (فیلم ۱۴۰۳)
ناجورها فیلمی کمدی اجتماعی به کارگردانی محمدحسین فرحبخش، تهیه کنندگی عبدالله علیخانی و محمدحسین فرحبخش و نویسندگی مصیب حنایی است.